# Kyudo

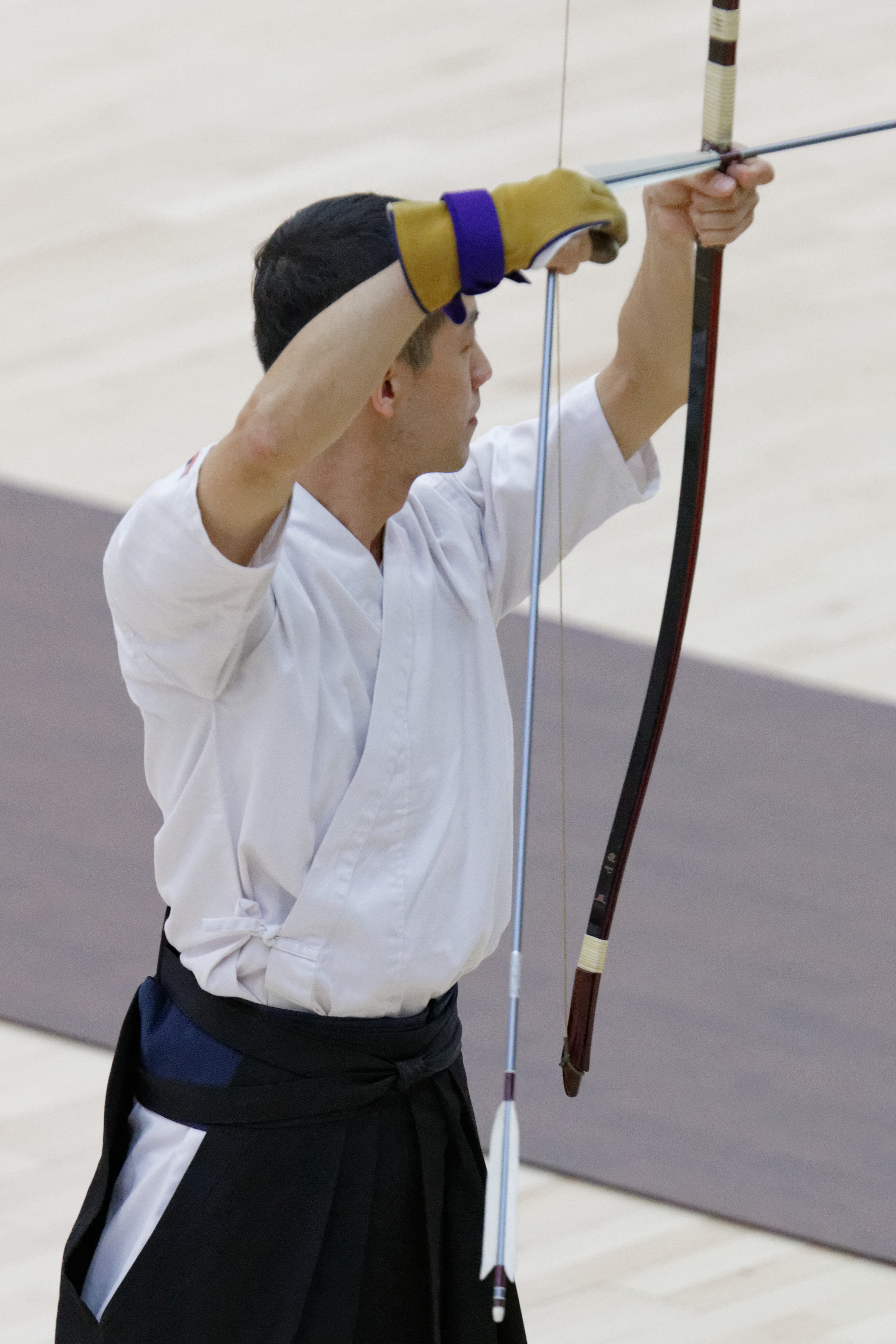
Cupa Mondială de kyudo din 2014 de la Paris

Kyudo (în japoneză 弓道 kyūdō, calea arcului) este una dintre cele mai vechi arte marțiale japoneze.
Arcul Japonia a fost utilizat în luptă între secolele al XII-lea și al XVI-lea. În timpul numeroaselor războaie din primele secole ale istoriei Japoniei, samuraii aparținând diverselor școli (ryu) au dezvoltat o tehnică de tir cu arcul (kyujutsu), utilizând arcuri de mărimi și forme diferite, săgeți cu vârfuri de modele variate. Războiul Gempei (1180–1185) reprezintă apogeul utilizării arcului pe câmpul de bătălie. La 25 august 1543, trei portughezi debarcă pe insula Kyushu, înarmați cu muschete. Locul arcurilor este luat de armele de foc. În prezent, kyudo se practică pentru perfecționare fizică, morală și spirituală. 
Arcul utilizat în kyudo, numit yumi și are lungimea cuprinsă între 2,20 m (pentru un arcaș cu o înălțime sub 1,50 m) și 2,45 m (pentru arcași de peste 2,10 m). Materialul tradițional este lemnul de bambus (mai fragil și necesitând îngrijire), dar se utilizează și materiale sintetice. Priza este asimetrică, în treimea inferioară a arcului, pentru a permite tirul de pe cal sau îngenuncheat. Cu toate că este mai puțin funcțional decât arcurile scurte, compozite, arcul de kyudo este îndrăgit de arcași pentru simplitatea sa, aproape primitivă, materialul natural și frumusețe. Săgețile (ya) pot fi confecționate din bambus, aluminiu sau fibră de carbon. Pentru corzi se folosesc materiale naturale sau sintetice. Sunetul produs de coardă în momentul eliberării săgeții se numește tsurune și este un criteriu de evaluare a măiestriei arcașului. În kyudo, arcul și săgeata sunt obiecte venerate (tempyo), investite cu spiritualitate și tratate cu respect.
Ținuta standard de antrenament este compusă din keikogi (în partea superioară a corpului), hakama (în partea inferioară), obi (centura), tabi (șosetele albe cu degetul mare separat) și zori (sandalele japoneze), folosite pentru deplasarea în afara dojo-ului. De la dan 4, practicanții poartă kimono, ale cărui texturi și culori adaugă frumusețe și farmec ceremoniei tirului cu arcul.